# Fotoheterótrofo
Los fotoheterótrofos (photo = luz, hetero =  otro, troph = alimento) son fotótrofos heterótrofos, es decir, son organismos que utilizan la luz como energía, pero no pueden utilizar el dióxido de carbono como única fuente de carbono. En consecuencia, utilizan compuestos orgánicos del medio ambiente para satisfacer sus requerimientos de carbono; estos compuestos incluyen carbohidratos, ácidos grasos y alcoholes. Los ejemplos de organismos fotoheterótrofos incluyen bacterias púrpuras no sulfurosas, bacterias verdes no sulfurosas y heliobacterias. Estos microorganismos son omnipresentes en los hábitats acuáticos, ocupan nichos de espacio únicos y contribuyen al ciclo biogeoquímico global. Investigaciones recientes también han indicado que el avispón oriental y algunos pulgones pueden usar la luz para complementar su suministro de energía.

## Investigación
Los estudios han demostrado que las mitocondrias de los mamíferos también pueden capturar la luz y sintetizar ATP cuando se mezclan con feofórbido, un metabolito de la clorofila que captura la luz. La investigación demostró que el mismo metabolito cuando se alimenta al gusano Caenorhabditis elegans conduce a un aumento en la síntesis de ATP tras la exposición a la luz, junto con un aumento en la vida útil.
Se ha sugerido que las mixotróficas como el alga dorada y eucariotas comparables favorecen la fotoheterotrofia en hábitats acuáticos oligotróficos (es decir, con nutrientes limitados). Esta preferencia puede aumentar la eficiencia en el uso de la energía y el crecimiento al reducir la inversión en la fijación de carbono inorgánico (por ejemplo, la producción de maquinarias autótrofas como RuBisCo y PSII).

## Metabolismo
Los fotoheterótrofos generan ATP usando luz, en una de dos formas: usan un centro de reacción basado en bacterioclorofila, o usan una bacteriorrodopsina. El mecanismo basado en la clorofila es similar al que se usa en la fotosíntesis, donde la luz excita las moléculas en un centro de reacción y provoca un flujo de electrones a través de una cadena de transporte de electrones (ETS). Este flujo de electrones a través de las proteínas hace que los iones de hidrógeno se bombeen a través de una membrana. La energía almacenada en este gradiente deprotones se utiliza para impulsar la síntesis de ATP. A diferencia de los fotoautótrofos, los electrones fluyen solo en una vía cíclica: los electrones liberados del centro de reacción fluyen a través del ETS y regresan al centro de reacción. No se utilizan para reducir ningún compuesto orgánico. Las bacterias púrpuras no sulfurosas, las bacterias verdes no sulfurosas y las heliobacterias son ejemplos de bacterias que llevan a cabo este esquema de fotoheterotrofia.
Otros organismos, incluidas las halobacterias y las flavobacterias y los vibrios tienen bombas de protones basadas en rodopsina púrpura que complementan su suministro de energía. La versión archaeal se llama bacteriorrodopsina, mientras que la versión eubacteriana se llama proteorrodopsina. La bomba consta de una sola proteína unida a un derivado de la vitamina A, retinal. La bomba puede tener pigmentos accesorios (por ejemplo, carotenoides) asociados con la proteína. Cuando la luz es absorbida por la molécula retinal, la molécula se isomeriza. Esto hace que la proteína cambie de forma y bombee un protón a través de la membrana. El gradiente de iones de hidrógeno se puede usar para generar ATP, transportar solutos a través de la membrana o impulsar un motor flagelar. Una flavobacteria en particular no puede reducir el dióxido de carbono usando luz, pero usa la energía de su sistema de rodopsina para fijar el dióxido de carbono a través de la fijación anaplerótica. La flavobacterium sigue siendo un heterótrofo, ya que necesita compuestos reducidos de carbono para vivir y no puede subsistir solo con luz y CO2. No puede llevar a cabo reacciones en forma de
n CO2 + 2n H2D + fotones → (CH2O)n + 2n D + nH2O,
donde H2D puede ser agua, H2S u otro compuesto/compuestos que proporcionan los electrones y protones reductores; el par 2D + H2O representa una forma oxidada.
Sin embargo, puede fijar carbono en reacciones como:
CO2 + piruvato + ATP (de fotones) → malato + ADP +Pi
donde el malato u otras moléculas útiles se obtienen de otra manera al descomponer otros compuestos por
carbohidrato + O2 → malato + CO2 + energía.
Este método de fijación de carbono es útil cuando los compuestos de carbono reducidos son escasos y no se pueden desperdiciar como CO2 durante las interconversiones, pero la energía es abundante en forma de luz solar.

## Ecología
Distribución y partición de nicho

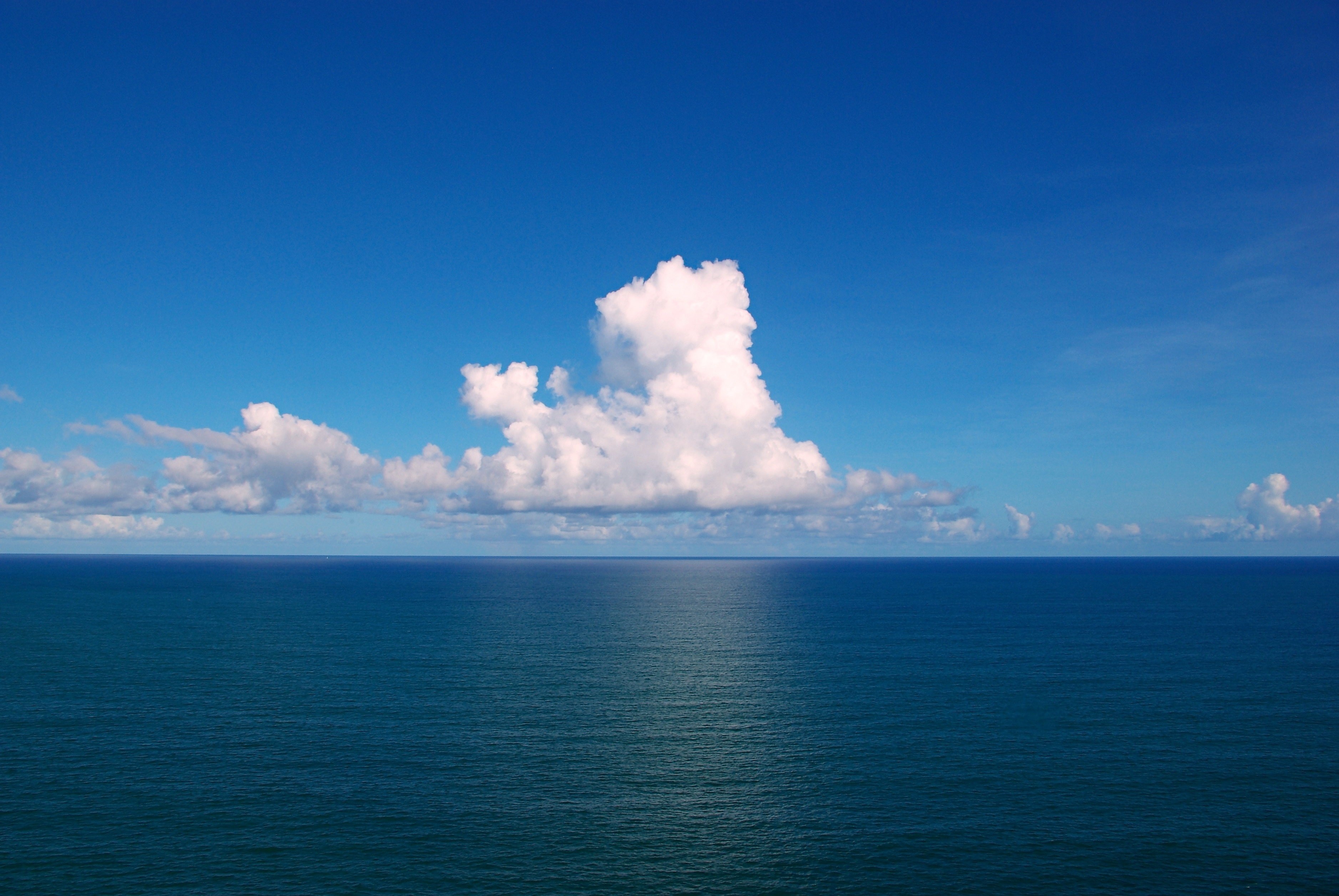
Los fotoheterótrofos son ubicuos en los ecosistemas marinos. En particular, las bacterias y las arqueas pueden usar la proteorrodopsina como fuente de energía suplementaria impulsada por la luz.

Fotoheterótrofos: 1) cianobacterias (es decir, heterótrofos facultativos en entornos con nutrientes limitados como Synechococcus y Prochlorococcus), 2) bacterias fotoheterótrofas anoxigénicas aeróbicas (AAP; que emplean centros de reacción basados en bacterioclorofila), 3) bacterias y arqueas que contienen proteorrodopsina (PR), y 4) las heliobacterias (es decir, el único fotótrofo con pigmentos de bacterioclorofila g o membrana Gram-positiva) se encuentran en varios hábitats acuáticos, incluidos océanos, lagos estratificados, campos de arroz y condiciones ambientales extremas.
En los "océanos" de la superficie, hasta el 10 % de las bacterias son capaces de producir AAP, mientras que más del 50 % de los microorganismos marinos netos albergan PR, llegando hasta el 90 % en los biomas costeros. La fotoheterotrofia puede proporcionar a estos microbios planctónicos ventajas competitivas 1) en relación con los quimioheterótrofos en ambientes oligotróficos (es decir, pobres en nutrientes) a través de una mayor eficiencia en el uso de nutrientes (es decir, biosíntesis de combustibles de carbono orgánico, en exceso, versus producción de energía) y 2) eliminando la inversión en enzimas/complejos autótrofos fisiológicamente costosos (RuBisCo y PSII). Además, en los océanos árticos, los fotoheterótrofos AAP y PR son prominentes en las regiones cubiertas de hielo durante el invierno debido a la escasez de luz. Se ha observado un cambio estacional en las AAP marinas a medida que los ecotipos (es decir, taxones genéticamente similares con diferentes rasgos funcionales y/o preferencias ambientales) se segregan en nichos temporales.
En los lagos estratificados (es decir, euxínicos), los fotoheterótrofos, junto con otros fotótrofos anoxigénicos (p. ej., bacterias de azufre púrpura/verde que fijan dióxido de carbono a través de donantes de electrones como hierro ferroso, sulfuro y gas hidrógeno), a menudo ocupan la quimioclina en la columna de agua y /o sedimentos. En esta zona, el oxígeno disuelto se reduce, la luz se limita a longitudes de onda largas (por ejemplo, roja e infrarroja) remanente de fotótrofos oxigénicos (por ejemplo, cianobacterias) y los metabolismos anaeróbicos (es decir, aquellos que ocurren en ausencia de oxígeno) comienzan a introducirse sulfuro y nutrientes biodisponibles (p. ej., carbono orgánico, fosfato y amoníaco) a través de la difusión ascendente.
Las heliobacterias son anaerobios obligados que se encuentran principalmente en los campos de arroz, donde las bajas concentraciones de sulfuro impiden la exclusión competitiva de las bacterias del azufre púrpura/verde. Estos ambientes anegados pueden facilitar las relaciones simbióticas entre las heliobacterias y las plantas de arroz, ya que el nitrógeno fijado, de las primeras, se intercambia por exudados de raíces ricos en carbono.
Los estudios de observación han caracterizado fotoheterótrofos (p. ej., bacterias verdes no sulfurosas como Chloroflexi y AAP) dentro de esteras fotosintéticas en extremos ambientales (por ejemplo, aguas termales y lagunas hipersalinas). En particular, la temperatura y el pH impulsan la composición de la comunidad fotótrofa anoxigénica en las características geotérmicas del Parque Nacional de Yellowstone. Además, varios nichos dependientes de la luz en las capas hipersalinas del Gran Lago Salk respaldan la diversidad fototrófica a medida que los microbios optimizan la producción de energía y combaten el estrés osmótico.
Ciclo biogeoquímico
Los fotoheterótrofos influyen en el ciclo global del carbono al asimilar el carbono orgánico disuelto (DOC). Por lo tanto, cuando se recolecta energía luminosa, el carbono se mantiene en el ciclo microbiano sin la correspondiente respiración (es decir, se libera dióxido de carbono a la atmósfera a medida que el DOC se oxida para producir energía de combustible). Esta desconexión, el descubrimiento de fotoheterótrofos facultativos (por ejemplo, AAP con fuentes de energía flexibles) y las mediciones anteriores tomadas en la oscuridad (es decir, para evitar valores de consumo de oxígeno sesgados debido a la fotooxidación, la luz ultravioleta y la fotosíntesis oxigénica) conducen a una sobreestimación emisiones CO2 acuático.

## Diagrama de flujo

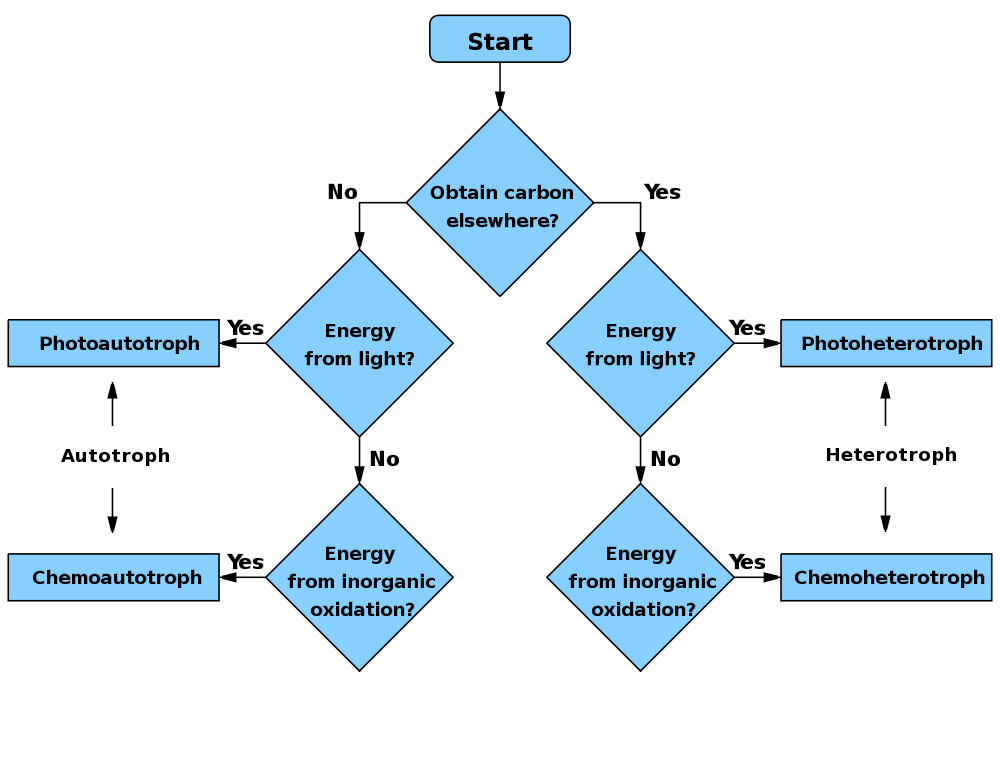
Diagrama de flujo para determinar si una especie es autótrofa, heterótrofa o un subtipo

|             | Quimiótrofo       | Fotótrofo       |
| ----------- | ----------------- | --------------- |
| Autótrofo   | Quimioautótrofo   | Fotoautótrofo   |
| Heterótrofo | Quimioheterótrofo | Fotoheterótrofo |